# برناردو روتشا
برناردو روتشا (بالبرتغالية: Bernardo Rocha‏) هو لاعب كرة الماء برازيلي، ولد في 3 يوليو 1989 في ريو دي جانيرو في البرازيل.

## وصلات خارجية
- برناردو روتشا على موقع أوليمبيديا (الإنجليزية)
- برناردو روتشا على موقع اللجنة الأولمبية البرازيلية (البرتغالية)